# Orquesta popular

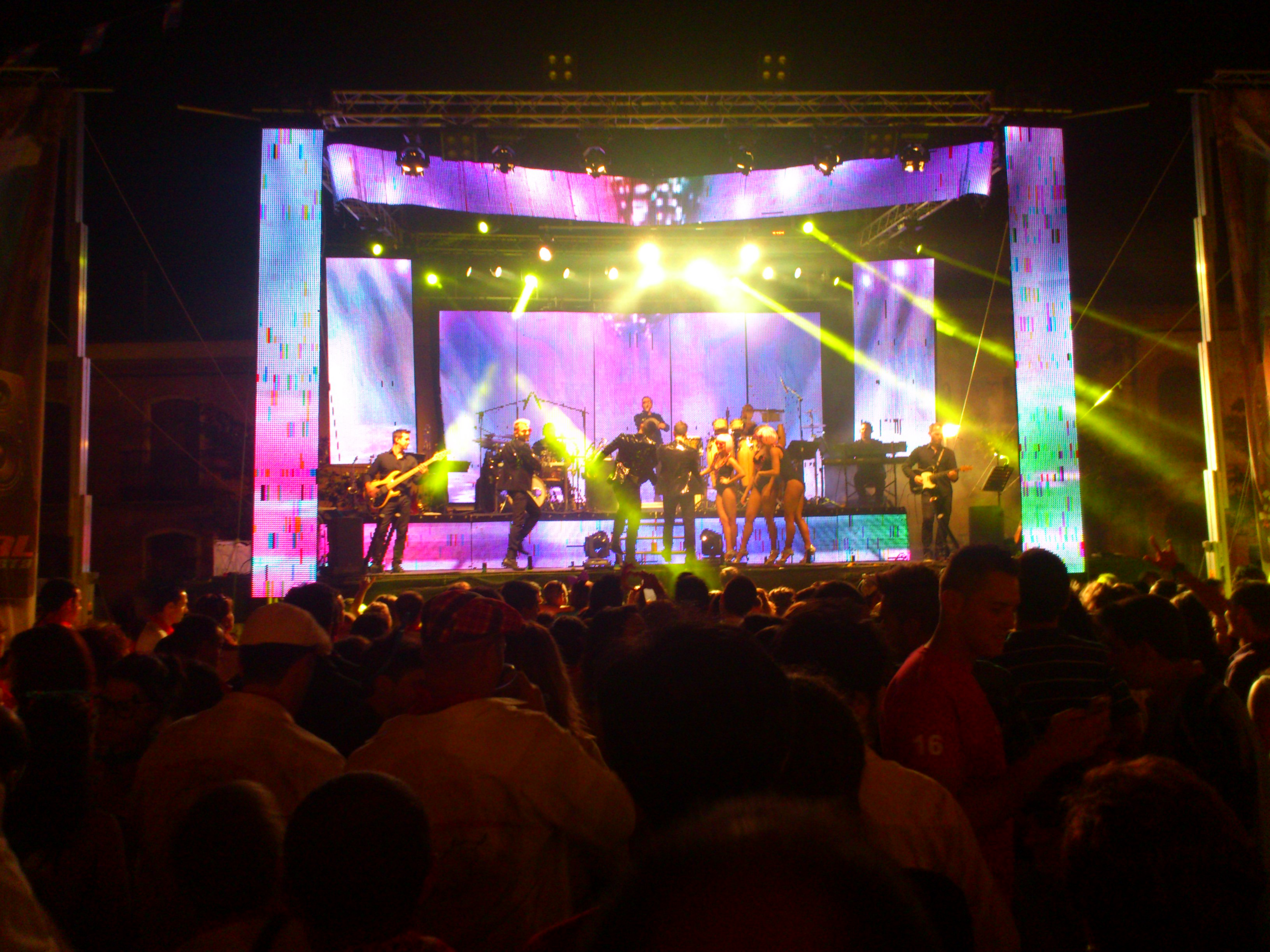
Actuación de una orquesta popular en Pedrajas (Valladolid).

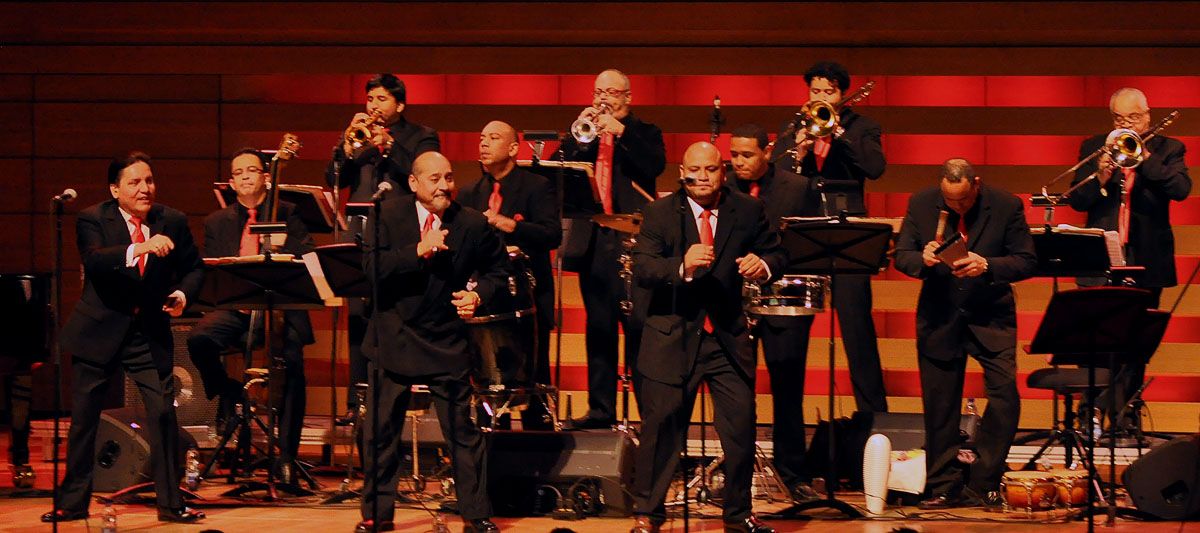
Orquesta de salsa, de Nueva York.

Una orquesta popular, también conocida como orquesta de baile o de verbenas, es un tipo de orquesta que interpreta canciones conocidas de música popular, generalmente que estén de moda un determinado momento o que sean grandes éxitos pasados.
A diferencia de la conformación clásica de una orquesta, estas agrupaciones incluyen -en su forma moderna- instrumentos como sintetizadores, batería, guitarra, bajo, trompeta, saxofón y percusión variada, además de cantantes y bailarines. Suelen actuar al aire libre en fiestas de pueblo o de barrio, y su repertorio se compone mayormente de música de baile, de géneros como el pop, música latina, rock o jazz.
Las orquestas de baile gozaron de gran popularidad por toda Europa y América en la primera mitad del siglo XX. La música grabada y los equipos electrónicos de sonido las fueron remplazando en muchos locales de baile a partir de los años 50 y 60, pero han seguido existiendo hasta hoy en día en una actividad vinculada especialmente a las fiestas populares.
En España hay en la actualidad cerca de 400 formaciones musicales de este tipo, buena parte de ellas en Galicia, donde algunas gozan de gran fama. Entre las más conocidas pueden citarse la orquesta París de Noia, la Panorama, la Olympus, o la Orquesta Los Satélites.
En Latinoamérica abundan las orquestas especializadas en algún género latino, como pueden ser las orquestas de salsa, las de cumbia o las de tango, así como orquestas que integran varios de estos y otros estilos latinoamericanos (merengue, bolero, mambo, entre otros). Además de estas, existen por otro lado orquestas por todo el continente enfocadas a géneros de música folclóricos propios de cada país, y que se conocen como orquestas típicas.
En EE. UU., la mayoría de las orquestas de baile interpretan estándares del jazz, y se las conoce como big bands. Vivieron su época dorada en los años 30 y 40 del siglo XX (la era del swing), pero todavía son populares hoy en día. Por otro lado, existen también en este país y en algunos otros lo que se conocen como pops orchestras, unas orquestas con una conformación similar a la de una orquesta sinfónica, que interpretan éxitos de la música popular con arreglos instrumentales próximos a la música clásica. Una de las más conocidas orquestas de este país es la Orquesta Boston Pops.
Por último, señalar también la existencia en muchos países de conjuntos musicales, conocidos como cover bands (o grupos de versiones), que se especializan también en tocar éxitos del pop y del rock de distintos artistas. Estos conjuntos raras veces alcanzan sin embargo el rango de orquesta, al conformarse de un más reducido número de miembros.